# Nada Mamula
Nada Mamula (Beograd, 9. januar 1927 — Beograd, 11. oktobar 2001) bila je srpska narodna pevačica i izvođač sevdalinki.

## Biografija
Rođena je u Beogradu kao Nada Vukićević od oca Miodraga i majke Smiljane. U Beogradu je počela prvi put javno da izvodi pesme drugih pevača u Radio Beogradu, gde je snimila dve emisije. Udajom za Nikolu Mamulu prešla je da živi u Sarajevo gde je posle određenog vremena otišla na audiciju u Radio Sarajevo. Posle tri pesme koje je na audiciji pevala, i to: "Gde si dušo, gde si rano" - Danica Obrenić, "Kad nedelja dođe" sestara Radulović i "Sitna kiša rosila, tri me momka prosila" Veselinke Ivančević, gospođa Mamula je primljena da radi za RSA. U arhivama radio Novi Sad, radio Beograda i  radio Sarajeva, ostavila je više od 150 interpretacija sevdalinki.
Neke od njenih interpretacija su: „Mene moja zaklinjala majka“, „Kad ja pođoh na Bembašu“, „Trepetljika trepetala“, „U đul bašti“, „Mujo kuje konja po mjesecu“, „Bosno moja“, „Omer beže“, „Negdje u daljine“, „Bere cura plav jorgovan“, „Na teferič pošla nana“, „Ah meraka u večeri rane“ itd. Tekstopisci pesama koje je pevala su bili Rade Jovanović, Dragiša Nedović i drugi.

## Festivali
- 1964. Ilidža - Još ove noći čaše nam dajte
- 1965. Ilidža - Srce moje zna samo za tugu
- 1968. Ilidža - Svaka majka koja ćerku ima
- 1968. Ilidža - Gdje si noćas, kada kiša pada, druga nagrada žirija
- 1969. Ilidža - Malo cik, malo cak / Bolujem ti majko
- 1970. Beogradski sabor - Na teferič pošla nana
- 1973. Ilidža - Sarajevo, mjesto najmilije
- 1987. Ilidža - Na teferič pošla nana (Veče posvećeno kompozitoru Jozi Penavi)
- 1990. Beogradsko proleće - U đul bašti (revijalni deo)

## Spoljašnje veze
- Boban Markotić: Život - Nada Mamula, kraljica sevdaha
- Kraljica sevdaha Nada Mamula
- Nada Mamula
- Berbić: Nada Mamula, zaboravljena diva (8. avgust 2021)